# Sex
Sex es un coffee table book escrito por la artista estadounidense Madonna con fotografías de Steven Meisel bajo la coordinación del director artístico Fabien Baron. Fue editado por Glenn O'Brien y publicado el 21 de octubre de 1992 por Warner Books en conjunto con Callaway Books y Maverick, la empresa de entretenimiento multimedia fundada por Madonna, de la cual Sex fue su primer lanzamiento. Se puso a la venta con un comic book más un sencillo en CD inédito llamado «Erotic» y coincidió con la publicación del quinto álbum de estudio de la intérprete, Erotica, que se lanzó un día antes. En Sex, Madonna se llama «Mistress Dita» en homenaje a la actriz alemana Dita Parlo. Tony Ward, Naomi Campbell, Isabella Rossellini, Big Daddy Kane, Vanilla Ice, Joey Stefano, Udo Kier y Tatiana von Fürstenberg hacen cameos en el libro.
Sex recibió fuertes críticas negativas por parte de los medios de comunicación, conservadores morales y grupos feministas «anti-porno», ya que incluye imágenes sexualmente explícitas y provocativas, por lo que se catalogó por muchos como hardcore. También sufrió boicot por parte de algunos simpatizantes católicos y librerías en los Estados Unidos, mientras que en Japón se prohibió su distribución. No obstante, Sex resultó un éxito comercial sin precedentes. Se colocó como número uno en la lista de los libros más vendidos del The New York Times y en cuestión de tres días, había vendido más de 1,5 millones de ejemplares en todo el mundo, por lo que automáticamente representó el lanzamiento más importante en la esfera editorial de ese año, y permanece como el coffee table book más vendido de todos los tiempos.
La obra mantuvo a Madonna en un debate sin precedentes en diversas regiones del mundo entre periodistas, académicos, fanáticos y no fanáticos durante su publicación y años cercanos e influenció de una manera enorme en la década de 1990 la cultura sexual y política porque rompió muchos tabúes y se convirtió en un producto popular en el ámbito comercial. Inclusive, de acuerdo con muchos escritores, esta publicación le valió a Madonna la introducción a la industria pornográfica. Con el paso de los años, ha recibido elogios por parte de los medios; por ejemplo, Mark Blankenship del sitio LGBT «New Now Next» sostiene que con «la publicación de Sex la literatura cambió para siempre», o Douglas Kellner, filósofo de teoría crítica quien afirma que con Sex «Madonna se convirtió en sí misma, en un artefacto de la cultura pop».

## Antecedentes y desarrollo
De acuerdo con Giselle Benatar de Entertainment Weekly, existen dos versiones sobre el antecedente del libro. La primera es que Madonna tuvo la noción de Sex durante el verano de 1991, entre las grabaciones de la película A League of Their Own. La segunda es que Judith Regan, vicepresidenta y redactora jefe de Simon & Schuster, comentó que en marzo de 1991 voló a Los Ángeles para reunirse con Madonna y Freddy DeMann, su gerente comercial, armada con una propuesta para una colección similar a fotos eróticas. Judith dijo que a la intérprete le había encantado la idea y se dieron la mano en un acuerdo, pero nunca se concretó. Liz Rosenberg, portavoz de Madonna, nunca confirmó o negó la historia, pero Benatar afirmó que lo más seguro era que la cantante había hecho de Sex su próximo proyecto el otoño anterior al de 1992. Independientemente de las versiones, Warner Bros. Records y los ejecutivos y directivos de Time Warner se mostraron reacios ante Madonna por la idea de querer publicar un libro como lo es Sex. No obstante, luego aceptaron la idea de la publicación y la intérprete fue obligada a firmar un acuerdo para que no incluyera pornografía infantil, zoofilia o burla de iconografía religiosa. Aunque poco después de firmarlo Madonna fundó Maverick, una compañía de entretenimiento multimedia y el acuerdo quedó obsoleto.
Originalmente el libro iba a ser llamado «X», pero al enterarse de que se estrenaría la película Malcom «X» de Spike Lee, Madonna cambió el título por el actual. «Este es un símbolo muy bueno, y el primero que recordé», dijo. Warner comentó que Sex era muy complejo de producir, pues requería alianzas con diferentes empresas y editoriales. También indicaron que para que el libro pudiera generar alguna ganancia, tendría que vender al menos 350 000 ejemplares. Madonna contrató talentos de primera categoría para desarrollar la obra, pues incluye el apoyo de amigos famosos de la industria musical, el cine y la industria de la moda, bajo la coordinación del director artístico Fabien Baron, el fotógrafo de moda Steven Meisel, el coeditor Glenn O'Brien, el maquillista Francois Nars y el estilista Paul Cavaco. Madonna quería que Sex tuviera forma ovalada a fin de simular un enorme preservativo, pero la impresión y la fabricación era demasiado costosa. Meisel comentó: «Estoy haciendo cosas para que piensen demasiado» y agregó que el único denominador común de todo el personal es que «todos ellos han realizado un trabajo de provocación en sí mismos».
Tomadas casi en su totalidad en el formato Super-8, las sesiones fotográficas tuvieron lugar entre Nueva York y Miami: en la primera ciudad en el Hotel Chelsea y Gaiety Theatre, mientras que en Miami tomaron la mayoría de las imágenes en la casa de Madonna y en varias calles y playas. A manera de broma, Madonna salió a la calle en Miami desnuda, pero tras haberse exhibido corrió el riesgo de ser arrestada. Al igual que la fotografía anterior, muchas surgieron de manera espontánea, y de acuerdo con Baron, durante las sesiones «[Madonna] hacía algo loco y luego se nos ocurría algo aún más loco». Meisel también recordó que algunas fotografías, como una que muestra dos lesbianas post-punk, una de ellas con un cuchillo en la entrepierna de Madonna, se desestimaron por ser demasiado violentas. Algunas fotografías fueron robadas mientras el libro estaba aún en proceso de producción, pero gracias a la intervención del FBI las recuperaron de manera pronta. Se estimó que se tomaron unas 20 000 fotografías, aunque solo se incluyeron unas decenas. Finalmente, la impresión se extendió por 15 días y el proceso total de producción fue de ocho meses, justo el tiempo que duró la relación sentimental entre Vanilla Ice y Madonna.

## Diseño y contenido
Sellado herméticamente en tereftalato de polietileno, Sex contiene 128 páginas y está encuadernado en espiral con una cubierta de aluminio con la palabra «Sex» en el centro; además de incluir una etiqueta de advertencia. Según Tyra Braden del periódico The Morning Call, la cubierta del libro tiene la imagen de Madonna como en un cielo azul. Se utilizaron tres tipos de papel, y el diseño estuvo a cargo de Madonna y la empresa Baron & Baron Inc. (Fabien Baron y el fotógrafo Siung Fat Tjia) quienes también diseñaron la portada del quinto álbum de estudio de Madonna, Erotica.
En la introducción, la autora escribió: «Todo lo que está a punto de ver y leer es una fantasía, un sueño», además de mencionar que «este libro es acerca del sexo. El sexo no es amor. Y el amor no es sexo. Pero lo mejor de ambos mundos se logra cuando vienen juntos». A lo largo de Sex, Madonna cuenta varios poemas y relatos sexuales en forma de ensayos y se llama a sí misma «Mistress Dita», en homenaje a la actriz alemana Dita Parlo; sus amigos en las historias son Bunny, Dex, Stella, Chiclet y Stranger. De acuerdo con el biógrafo J. Randy Taraborrelli, gran parte del libro se lee como una carta a una revista pornográfica. Luego de que el FBI recuperara el contenido robado de Sex durante su desarrollo, como muestra de agradecimiento, Madonna les dejó una nota «picante» a los oficiales en los créditos.
Así como el texto, las fotografías son de contenido sexual e incluyen desnudos masculinos, sadomasoquismo, bondage, homosexualidad, anilingus y hasta insinuaciones de zoofilia y felación, junto con accesorios como cuchillos, cadenas, máscaras y látigos, pero nunca se muestran cópulas. Tony Ward, Naomi Campbell, Isabella Rossellini, Big Daddy Kane, Vanilla Ice, Joey Stefano, Udo Kier y Tatiana von Fürstenberg hacen cameos en el libro, más las únicas escenas heterosexuales son las fotos entre Madonna y Vanilla Ice. Referente solo a Madonna, se expone en la calle o en la pizzería en desnudos parciales (comúnmente en topless) y otros totales; una de las fotografías más reconocibles es el autoestop que realiza totalmente desnuda en Miami. El libro también refleja gran parte de la perspectiva que tiene Madonna hacia su propia sexualidad. Según la cantante, su vagina es el templo del aprendizaje, y exponerla es un homenaje a esta: «Huele como un bebé para mí, fresca y llena de vida». También apuntó que el «sexo anal es la forma más placentera de tener sexo, y la que más duele también». Además, habla de que «hay algo reconfortante en ser atado. Como cuando eres un bebé y tu madre te ata en el asiento del coche. Ella [sólo] quisiera que estuvieras a salvo; es un acto de amor». Confiesa que «no me gustaría tener un pene. Creo que tengo una "polla" en mi cerebro. No es necesario tener una entre mis piernas». Madonna también señaló en Sex que «mucha gente tiene miedo de decir lo que quieren. Es por eso que no consiguen lo que quieren». Más aún, comenta que «todo hombre heterosexual debería sentir la lengua de otro hombre en su boca, al menos una vez en su vida» y habla sobre sus técnicas masturbatorias y su deseo de ir al baño de pie, como lo hacen los hombres. En una de las páginas con menos gráficas, Madonna explica su filosofía de la pornografía:

No veo cómo un hombre que busca a una chica desnuda en una revista es degradante para las mujeres. Cada uno tiene su sexualidad. Es la forma de tratar a las personas en la vida cotidiana lo que cuenta, no lo que te excita en su fantasía.

## Revuelo mediático y publicación
| «Cuando publiqué Sex, era un tema que me interesaba explorar. Para mí fue una reflexión acerca de quién era y quién soy ahora. Es como una especie de desarrollo personal». |

Inicialmente, la vista previa que circuló del libro causó un frenesí en los periódicos y demás medios de comunicación, ya que se podía ver a Madonna afeitando el vello púbico de un hombre o desnuda con una cola de conejo y divertiéndose al aire libre con un perro. Madonna confesó que estaba «haciendo esto para liberar a América; liberarnos de todos nuestras obsesiones». Además, en una misiva explicó que «este libro no tolera prácticas sexuales de riesgo». Nicholas Callaway de Callaway Arts & Entertainment dijo que el libro «inevitablemente va a ser controversial. Explora todos los aspectos de la fantasía sexual. Es difícil calcular el efecto, [pero], Sex debe considerarse "arte"». Se rumoró que la compañía Time Warner estaba nerviosa por el libro, más William Sarnoff, presidente de Warner Books comentó en una entrevista con Vanity Fair: «Madonna... debería seguir todos los caminos de la creatividad como ella los define». La compañía Warner aseguró anticipadamente que se encargarían de que Sex llegara a la audiencia adecuada y también recordaron que estaba sellado herméticamente en tereftalato de polietileno para evitar ser hojeado. Michael Kilian del periódico Chicago Tribune comentó en un artículo publicado el 7 de octubre que «había que prepararse para el evento del milenio», la publicación de Sex. Además, hizo énfasis en que «se dice que este libro personal de imágenes de fantasías sexuales verdaderamente retorcidas es el más caliente en toda la cristiandad, que va mucho más allá de todo precedente». Días después, el 15 de octubre, Madonna organizó una fiesta en Industria Superstudio, Nueva York, como parte del prelanzamiento de Sex y firmó las invitaciones bajo su alter ego de S&M, «Dita». Durante la fiesta, Madonna utilizó un vestuario parecido al del personaje Little Bo Peep, y llevó consigo un cordero de peluche. Liz Rosenberg, crítica de libros, escritora y portavoz de Madonna, comentó haber estado preocupada porque «los fans de Madonna son adolescentes y lo que los padres podrían pensar», pero dijo que «todo dependía de la idea de hacer el amor, que en el caso de Madonna, debe dar un nuevo significado a la palabra "erótico"». Tanto Waldenbooks y Barnes & Noble prepararon declaraciones de las empresas que los gerentes de librerías pudieran compartir con aquellos clientes que estuvieran ofendidos por Sex. También, muchas librerías comentaron que venderían el libro solamente detrás de la caja registradora. No obstante, marcó récords en ventas de apartado y algunos empleados de librerías, como David Epstein de Huntington Hartford, mencionaron que «el sentimiento de la mayoría de las personas que han ordenado el libro es que Madonna es algo especial [...] No son la clase de gente que lo compra porque sean imágenes obscenas y sucias. La gente está interesada en él como arte».
Finalmente, Sex fue publicado el 21 de octubre de 1992 por las editoriales Callaway y Warner Books, junto a la empresa que fundó Madonna, Maverick, de la cual fue su primer lanzamiento. Para acompañarlo, se puso a la venta un comic book más un sencillo en CD inédito llamado «Erotic» y coincidió con la publicación del quinto álbum de estudio de la intérprete, Erotica, que se lanzó un día antes. Con un tiraje inicial de un millón de ejemplares en la primera edición en los cinco continentes y en cinco idiomas, el precio fue de unos cincuenta dólares estadounidenses, por lo que se le consideró «un libro bastante caro». Nicholas Callaway lo describió como «el lanzamiento inicial más grande de un libro ilustrado en la historia de las publicaciones». Callaway también señaló que se trataba de un número que no tenía precedentes, dado que un libro de arte promedio vende o tiene un tiraje de entre cinco a diez mil unidades. Tras la publicación Madonna dijo: «Espero que no sea con lo único que me identifiquen, con quitarme la ropa. He participado en otros proyectos y Madonna es algo más que un desnudo». El 22 de octubre de 1992, el día después del lanzamiento, MTV emitió un mini-documental llamado The Day In Madonna que mostraba la publicación simultánea de Sex y del álbum Erotica. Debido al escándalo mediático sin precedentes, el libro básicamente no necesitó promoción alguna por parte de la autora; pero una de las pocas promociones que hizo fue la de aparecer en la portada de octubre de la revista Vogue. Por otra parte, Bert Stern, fotógrafo conocido por el libro The last sitting (1962) donde reúne más de dos mil imágenes de Marilyn Monroe, amenazó con acciones legales a Meisel por las fotografías de Sex, pues alegó que ambas obras se parecen mucho.

## Recepción crítica y comercial
Sex recibió fuertes críticas negativas por parte de los medios de comunicación, conservadores morales y grupos feministas «anti-porno», ya que incluye imágenes sexualmente explícitas y provocativas, y se catalogó por muchos como hardcore. Si bien algunos críticos no reseñaron de manera abundante el libro, Roger Catlin de Hartford Courant dijo que «los pasajes breves, son demasiados sucios para citar, incluso los más divertidos». El equipo de redacción de The Daily Beast indicó que «el libro no es revolucionario ni sexy en particular. [...] Sex solo es convincente cuando es juguetón, como cuando Madonna aparece desnuda en una pizzería de Miami, mientras un cliente mira desconcertado. Pero el problema más grande con Sex es que es extrañamente redundante». Richard Harrington de The Washington Post en una reseña mixta dijo: «¿Es chocante Sex? En realidad, no. Sobre todo porque es Madonna, y de alguna manera hemos llegado a esperar esto de ella. ¿Es aburrido Sex? En realidad, sí». La autora británica Zoë Heller apuntó en su reseña del libro para el periódico The Independent en octubre de 1992, que «[...] son las mujeres las que alguna vez siguieron a Madonna como una modelo feminista ingeniosa [y ahora] son las más alarmistas acerca de su más reciente encarnación pornográfica. [...] ahora con el sadomasoquismo y la fantasía de violación, [Madonna] ha ido demasiado lejos». El autor y crítico de arte para The New Yorker, Calvin Tomkins, comentó que «por desgracia, el libro va a dar mala fama a la pornografía». No un tanto distante, el columnista Ed Anger de Weekly World News dijo que «Madonna puede ser la mejor cantante en el mundo, pero no tiene derecho a quitarse la ropa en su libro». La revista Vanity Fair lo calificó como «el coffee table book más sucio que haya sido publicado». Caryn James de The New York Times lo desestimó y dijo que es «un diseño de arte de mal gusto y desordenado». De manera similar, Vicki Goldberg, de esa misma publicación, comentó que «desafortunadamente, no muchas de las imágenes son muy buenas fotográficamente. Muchas de ellas son solo imágenes o simplemente porno, demasiado artificial». Grupos feministas y religiosos condenaron a Madonna por la manera de ganar dinero a partir de un material degradante. De acuerdo con El Tiempo, en su nota del 31 de diciembre de 1992, Sex «fue el escándalo mayúsculo de 1992. Todo es duro y chocante, excitante (¡sí!), en este cartapacio de desbordada imaginación sexual». Sobre las críticas, Madonna respondió en una oportunidad:

«No creo que Sex sea malo. No creo que la desnudez sea mala. No creo que el estar en contacto con tu sexualidad y ser capaz de hablar de ello sea malo. Creo que el problema es que todo el mundo es tan rígido sobre esto que lo convierten en algo malo cuando no lo es, y si la gente pudiese hablar libremente, tendríamos más personas practicando sexo más seguro, no tendríamos personas abusadas sexualmente [...]»

A pesar de no haber contado con la apreciación crítica e inclusive de haber sufrido boicot por parte de algunos simpatizantes católicos y librerías en los Estados Unidos, además de ser censurado en Japón por violar las normas de obscenidad, Sex resultó un éxito comercial sin precedentes. El libro se colocó como número uno en la lista de los más vendidos del The New York Times, con 150 000 copias en su primer día en Estados Unidos, mientras que en una semana la obra había comercializado unas 500 000 unidades en esa misma nación. Aunado a lo anterior, en cuestión de tres días había superado más de 1,5 millones de ejemplares en todo el mundo, por lo que automáticamente representó el lanzamiento más importante en la esfera editorial de ese año. Al respecto, Giselle Benatar, editora de la revista Entertainment Weekly (EW), en su artículo Sex & Money del 6 de noviembre de 1992, comentó que «este no es el caso de "la edición del año", es el acontecimiento editorial del siglo», además de indicar que se convirtió en el evento cultural de la temporada. Un día antes, el 5 de noviembre, Tyra Braden del periódico The Morning Call dijo que había llegado a la conclusión —junto con algunos amigos intelectuales— que Sex iba por el camino de «convertirse en una pieza de colección».

## Impacto social y consecuencias

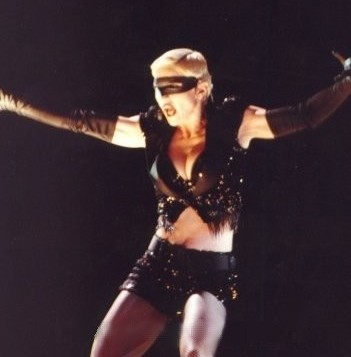
Madonna interpretando «Erotica» en su gira de 1993 The Girlie Show World Tour.

Durante la época de Sex, Madonna fue apodada como «reina de la obscenidad». Esta etapa es considerada por muchos como la más polémica o transgesora de su carrera; mientras que el libro, ridiculizado por la prensa, es considerado como uno de los responsables de la reacción social y crítica sobre ella a principios de la década de 1990. Esto coincidió con el lanzamiento de su álbum Erotica y la película Body of Evidence. Si bien en marzo de 1993 la revista Spin publicó algunos comentarios de sus lectores donde elogiaban Sex, meses más tarde, en el programa Y usted, ¿qué opina? del comunicador social mexicano Nino Canún, algunos espectadores, entre ellos un sacerdote, expusieron argumentos «de por qué esta cantante de moral despistada no debía presentarse en el país [en referencia a la gira The Girlie Show World Tour]». Tiempo después, durante su concierto en México, se puso un sombrero de charro y escenificó una orgía con todos sus bailarines en escena, como respuesta a estos comentarios. En marzo de 1994, Madonna apareció como invitada en el programa Late Show with David Letterman, donde utilizó palabras soeces que debían ser censuradas en la televisión y entregó a Letterman un par de ropa interior pidiéndole que la oliera. Se enfrentó a una intensa recepción negativa de críticos y aficionados, quienes comentaron que «había ido demasiado lejos» y que había terminado con su carrera. Sin embargo, fue el episodio de mayor audiencia en la historia del programa, a pesar de ser el más censurado. En ese mismo año, respondió en la canción «Human Nature» de su siguiente álbum Bedtime Stories a todos los que habían censurado y criticado a Sex, que aún durante esa época seguían destrozándolo. En líneas generales, Peter Buchanan del sitio Examiner.com comenta que «el libro ancló la carrera de Madonna durante cuatro años». Jon Kraemer, radiolocutor en la ciudad de Chicago, recordó que «antes de octubre de 1992, Madonna fue la persona más caliente en la Tierra. Después de octubre de 1992, se convirtió en una enorme broma».
Madonna dijo que «yo no diría que me arrepiento. Cometí errores y aprendí de ellos. La mayoría de la gente quiere oírme decir que me arrepiento de publicar mi libro Sex. No lo hago. ¿Qué problemática estaba poniendo mi álbum Erotica al mismo tiempo? Me encanta ese disco, y se pasó por alto». Aunque Andy Koopmans en su libro Madonna (2002) asegura que la cantante lamentó tanto la publicación de Sex como de Erotica y que el libro «había afectado todo lo que hizo después», Madonna comentó en una otra oportunidad, pero en 2003, que no lamentaba nada; «no voy a pedir disculpas de cualquier forma[...] yo estaba interesada en presionar al público, ser rebelde y traviesa y tratando de romper las reglas». En 2002, también involucrada con su aparición, Naomi Campbell confesó «tener un gran respeto por Madonna, por ser lo suficientemente valiente para salir y hacer un libro sobre sexo. Nunca he renegado de eso». Por el contrario, en 2009 circuló por los medios la confesión de Vanilla Ice donde señaló que no estaba contento con el libro cuando lo vio. «Mis amigos estaban como, "tío, eso es cool man", pero yo estaba como, "estoy saliendo con ella, no es genial ver a tu novia con todas estas otras personas". Como que arruinó todo. Me pregunto lo que sus hijos piensan de ese libro. Aquí está escribiendo libros para niños, pero ahora que lo van a ver y van [a decir], "Mami, ¿en qué estabas pensando?"». De manera similar, ese mismo año, Isabella Rossellini confesó a la revista Out que lamenta haber salido «en el libro porque el mensaje moralista de "te voy a enseñar cómo ser libre" tras el tomo subido de tono, molestó al infierno fuera de mí». Un año después, el cronista Rodrigo Fresán en la obra Domadores de historias. Conversaciones con grandes cronistas de América Latina criticó fuertemente esta etapa de Madonna, sobre todo por los relatos que expone en el libro. La educadora sexual Carol A. Queen dijo que «toda la carrera de Madonna, incluyendo Sex, ha dependido en gran medida de las imágenes de campo y la comprensión del campo de género y sexo, cuya carrera se centra en la idea de que "hay que quitar el estigma de tener relaciones sexuales antes de que podamos hacerlo fabuloso"».
| Fue repugnante y barato. Nosotros estábamos aún en una relación y parecía que ella estaba «tirándose» a toda esa gente. Pensé que estaba tomando fotos y corriendo por todos lados desnuda, porque ella era así. Entonces, cuando el libro salió, yo estaba muy avergonzado y apenado. Era porno. Ella me lanzó en eso como si fuera un producto, y no me gustó. Eso fue todo, y terminó. Ella dijo que no había tenido sexo con esos hombres, pero parecía que sí. —Vanilla Ice sobre su relación con Madonna y la justificación de su ruptura. |

De acuerdo con el portal MSN en su versión en español, «Sex es una de las maniobras publicitarias más disparatadas». El equipo de redacción de la revista GQ sostiene que «es uno de los libros que más pólemica ha generado. El código Da Vinci es como un juego de niños comparado con esto». Diane Bell y Renate Klein del libro Radically Speaking: Feminism Reclaimed comentan que «Madonna eligió ser una pornógrafa, y no precisamente una pornstar». En noviembre de 2012, durante la campaña de su perfume Truth or Dare: Naked, Madonna se inspiró en una fotografía del libro donde posa casi con exactitud con la original, con la diferencia de que la nueva toma está blanco y negro y retocada con aerografía. De hecho, de acuerdo con Jade Watkins de Daily Mail, el concepto del anuncio publicitario está inspirado, en parte, por esta época.
Con el paso de los años, Sex ha recibido críticas favorables por parte de diversos académicos, autores de libros y escritores de revistas, así como de periódicos. Los autores de The Porning of America: The Rise of Porn Culture, What It Means, and Where We Go from Here comentan que «el libro es interesante sobre todo por la forma, como en casi todo el trabajo de Madonna, que retrata el sexo en términos de dominación y poder». Mientras tanto, Jane Raphaely redactora jefe de la revista Femenina y escritora en Cosmopolitan, alabó el «comportamiento liberado de Madonna en Sex y hace énfasis en que ella toma toda forma de pornografía y sistemáticamente se desmitifica al ponerlo en su control». Brian McNair del libro Striptease Culture: Sex, Media and the Democratisation of Desire alaba esta etapa de Madonna y sostiene que «es la figura más plausible, puede decirse que tiene elegancia porno» además de comentar que «Sex es autor de un fenómeno cultural de alcance global [por las críticas que recibió]»; y que gracias a esto, Madonna compensó su estatus icónico e influencia cultural.

## Legado

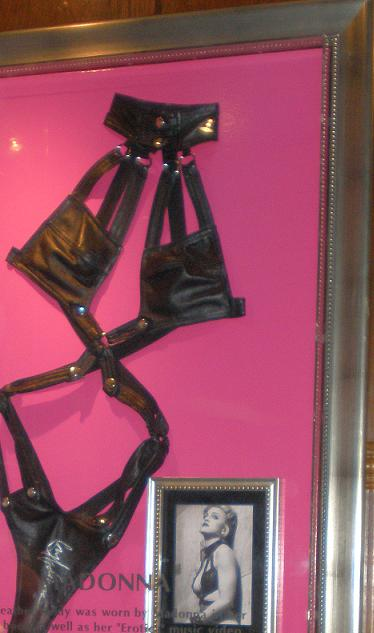
Bikini de cuero que Madonna utilizó tanto en Sex como en el vídeo de «Erotica» exhibida en el Hard Rock Cafe de París.

Sex es considerado hoy en día, como un libro audaz, post-feminista y una obra de arte, además de ser definido como un «libro cultural». La obra mantuvo a Madonna en un debate sin precedentes en diversas regiones del mundo entre periodistas, académicos, fanáticos y no fanáticos e influenció de una manera notable la cultura sexual y política de la década de 1990, porque rompió muchos tabúes y se convirtió en un producto popular en el ámbito comercial. El equipo de redacción de M80 Radio asegura que «la publicación de Sex, fue sin duda, otra de las estrategias [de Madonna] para romper barreras y generar polémica». El escritor y académico francés Georges Claude Guilbert (autor de tres libros sobre Madonna) describe a Sex como uno de los actos públicos más espectacularmente exitosos de la historia. No un tanto distante, Russell W. Belk autor del libro Handbook of Qualitative Research Methods in Marketing menciona que es un producto cualitativo en el mercadeo. De acuerdo con Roy Shuker, en 1992 Madonna había generado más de 500 millones de dólares estadounidenses a Time Warner en ventas de música y Sex. Inclusive, a pesar de no haber contado con una recepción crítica favorable durante su publicación y años cercanos, Sex se convirtió en tan sólo una semana, en la edición más importante de la esfera editorial de ese año y permanece como el coffee table book más vendido de todos los tiempos. Desde su debut, se convirtió en el álbum ilustrado más solicitado tanto en Estados Unidos como en otros países, a pesar de que su precio puede alcanzar 250 dólares estadounidenses o más.
De acuerdo con muchos escritores, esta publicación le valió a Madonna la introducción a la industria pornográfica, además de ser considerada como la primera embajadora cultural del sadismo y sadomasoquismo (S&M) y recrear el «porno chic». Humberto Quiroga Lavié, consejero académico del Consejo de la Magistratura del Poder Judicial en Argentina en un ensayo dijo que el libro por ser considerado pornográfico, seguramente por eso se convirtió en un best-seller. El autor Steve Bachmann apuntó en el libro Simulating Sex: Aesthetic Representations of Erotic Activity que «quizás uno de los aspectos más interesantes del fenómeno sexual de Madonna es la medida en la que su libro marca un nuevo umbral en la expansión de la franquicia pornográfica». Brian McNair en Striptease Culture: Sex, Media and the Democratisation of Desire afirma que «Sex trajo el personal subterráneo a la superficie de la cultura pop».
También se ha convertido en un libro muy importante en el grupo LGBT. Ben Shapiro de Porn Generation: How Social Liberalism Is Corrupting Our Future afirma en la actualidad, por ser tan icónico, Sex adorna las mesas de café de cientos de hombres gays y los bancos de esperma. Mark Blankenship del sitio LGBT New Now Next dice que con «la publicación de Sex la literatura cambió para siempre». Esteban Bautista, periodista del portal colombiano Confidencial Colombia, comentó que «tanto el lanzamiento simultáneo del álbum Erotica como de Sex lograron transformar a "la chica material" en un icono noventero de la revolución sexual» y también señaló que «para entonces Madonna revolucionó a los padres, a las madres, a la iglesia, a los políticos (que quisieron censurarla también en algunos estados de su país), y revolucionó el alma y el sentido de todo el mundo, incluyendo a un grupo que se dedicó a amarla y a seguirla como su diva, el grupo LGBT».

### En la cultura popular
Sex también ha sido objeto de referencia en la cultura popular. El prolijo escritor, Martin Amis de The Observer, el periódico dominical más antiguo del mundo y con una tendencia política socialdemócrata, escribió un ensayo intelectual sobre su significado cultural. Douglas Kellner filósofo de teoría crítica afirma que con Sex «Madonna se convirtió en sí misma, en un artefacto de la cultura pop».
La actriz y performance Ann Magnuson, quien ya había trabajado con Madonna en la película Desperately Seeking Susan, realizó una sesión sarcástica del libro, donde insinúa relaciones sexuales con un enorme oso de peluche. De manera similar, Greg Scarnici en 2010, publicó el libro parodia llamado Sex in Drag, donde incluyó más de 70 imágenes de las más notorias del libro. Mientras que el coleccionista chileno sobre artículos de Madonna y profesor de arte de la Pontificia Universidad Javeriana y Universidad Jorge Tadeo Lozano, Santiago Monge, se basó en la técnica de estereoscopía para recrear la famosa fotografía del autoestop de Madonna en Miami y fue escogido por Ocesa para el concurso de 2012 que buscaba fotografías con poses emblemáticas de Madonna. Ese mismo año, E! Entertainment Television incluyó a Madonna en la posición número tres en su lista de «Los 5 desnudos más famosos de Hollywood» con la icónica fotografía del autoestop, donde se ve a Madonna «en el medio de la calle, a plena luz del día sólo con tacones y cartera [diseño de Azzedine Alaïa]».
En una escena eliminada de un episodio de 1993 (Krusty Gets Kancelled) de la serie animada Los Simpson y emitida luego en The Simpsons 138th Episode Spectacular, Krusty el payaso intenta vender un libro muy parecido a Sex como solución a sus problemas financieros. Krusty posa en la portada de una manera sugestiva. Aunque, a diferencia de Madonna, Krusty nunca apareció completamente desnudo. En el episodio de 2004 de South Park titulado Preescolar, los personajes principales consultan el libro con el propósito de entender los senos. La considerada provocativa, pero icónica fotografía excluida en el libro, tomada por Steven Meisel, donde se ve a Madonna con los ojos pintados de negros, el cabello rubio y posando sobre unas sábanas mientras fuma un cigarrillo, se subastó por unos 24 000 dólares estadounidenses. Judith Eurich de Bonhams aseguró que «es una imagen realmente espectacular y es hermosa en ese tono gris. No es sólo de blanco y negro, es gris y plateada» finalizó diciendo «en ese momento Madonna posaba para un gran número de fotógrafos. Ella pasaba por una fase en que usaba su pelo rubio casi blanco y se pintaba los ojos negro, lo que le daba un estilo medio dramático, y, por supuesto, con un muy buen cuerpo».